# Glenbeulah (Wisconsin)
Glenbeulah es una villa ubicada en el condado de Sheboygan en el estado estadounidense de Wisconsin. En el Censo de 2010 tenía una población de 463 habitantes y una densidad poblacional de 254,29 personas por km².

## Geografía
Glenbeulah se encuentra ubicada en las coordenadas 43°47′54″N 88°2′49″O / 43.79833, -88.04694. Según la Oficina del Censo de los Estados Unidos, Glenbeulah tiene una superficie total de 1.82 km², de la cual 1.75 km² corresponden a tierra firme y (3.7%) 0.07 km² es agua.

## Demografía
Según el censo de 2010, había 463 personas residiendo en Glenbeulah. La densidad de población era de 254,29 hab./km². De los 463 habitantes, Glenbeulah estaba compuesto por el 98.7% blancos, el 0% eran afroamericanos, el 0.22% eran amerindios, el 0% eran asiáticos, el 0% eran isleños del Pacífico, el 0.43% eran de otras razas y el 0.65% pertenecían a dos o más razas. Del total de la población el 1.08% eran hispanos o latinos de cualquier raza.